# Democratische Partij van Thailand
De Democratische Partij (Thai: พรรค ประชาธิปัตย์, Phak Prachathipatis) is de oudste politieke partij van Thailand. Ze werd opgericht in 1946 door Khuang Abhaiwongse.
De partij leverde viermaal de premier:
- Khuang Abhaiwongse (1944–1945, 1946, 1947–1948)
- Seni Pramoj (1945–1946, 1975, 1976)
- Chuan Leekpai (1992–1995, 1997–2001)
- Abhisit Vejjajiva (2008–2011)

Daarnaast was de partij in de periode 1983–1995 vertegenwoordigd in de Thaise regering, tot 1988 geleid door Prem Tinsulanonda. In 2019 werd de Democratische Partij een coalitiepartij in het kabinet van Prayut Chan-o-cha.